# Hrabstwo Beltrami

Piramida wieku hrabstwa

Hrabstwo Beltrami ze stolicą w Bemidji znajduje się w północnej części stanu Minnesota, USA. Według danych z roku 2005 zamieszkuje je 42 871 mieszkańców, z czego biali stanowią 76,66%, a 20,36% Indianie. Nazwę zawdzięcza historycznej postaci Giacomo Constantino Beltramiego, włoskiego odkrywcy poszukującego źródeł rzeki Mississippi.

## Warunki naturalne
Hrabstwo zajmuje obszar 7914 km² (3056 mi²), z czego 6489 km² (2505 mi²) to lądy, a 1425 km² (550 mi²) wody. W skład tego terenu wchodzą dwa rezerwaty dla Indian: Red Lake i Leech Lake. Graniczy z 9 innymi hrabstwami:
- Hrabstwo Lake of the Woods (północ)
- Hrabstwo Koochiching (północny wschód)
- Hrabstwo Itasca (wschód)
- Hrabstwo Cass (południowy wschód)
- Hrabstwo Hubbard (południe)
- Hrabstwo Clearwater (południowy zachód)
- Hrabstwo Pennington (zachód)
- Hrabstwo Marshall (zachód)
- Hrabstwo Roseau (północny zachód)

### Główne szlaki drogowe
| - U.S. Highway 2 - U.S. Highway 71 - Minnesota State Highway 1 - Minnesota State Highway 72 | - Minnesota State Highway 89 - Minnesota State Highway 197 |

## Miasta
- Bemidji
- Blackduck
- Funkley
- Kelliher
- Solway
- Tenstrike
- Turtle River
- Wilton

## CDP
- Little Rock
- Ponemah
- Red Lake
- Redby